# جیمز سیکینگ
جیمز سیکینگ (به انگلیسی: James Sikking) (۵ مارس ۱۹۳۴ – ۱۳ ژوئیه ۲۰۲۴) بازیگر آمریکایی بود.
از فیلم‌های معروف او می‌توان به بازی در فیلم‌های ساقدوش، حاشیه باریک، پرونده پلیکان، تب استقرار اشاره کرد.